# Pura Ulun Danu Bratan

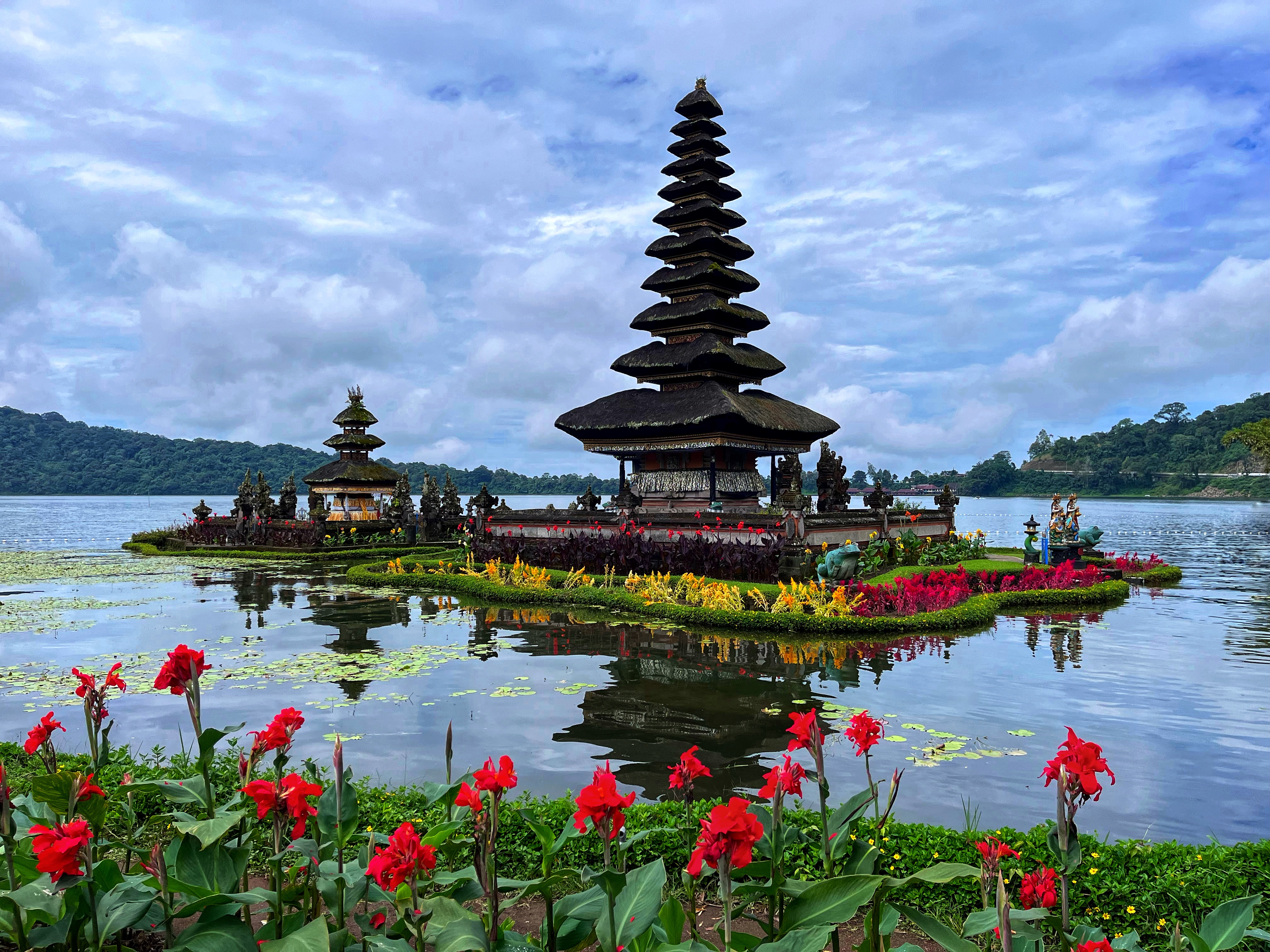
Parte del complejo del templo, al borde del lago Bratan.

El templo (pura) Ulun Danu Beratan, Ulun Danu Bratan o pura Bratan, también conocido como el "templo flotante", es un importante templo del agua hindú (pura tirta) shivaita en Bali, Indonesia. El complejo del templo, un popular destino de los fieles balineses, está situado a orillas del lago volcánico de Bratan en el monte Bratan  cerca de Bedugul. 
Además de su función religiosa, también tienen una función de regulación de las aguas del lago, sirviendo a toda la región y río abajo existen otros muchos templos del agua, más pequeños, que son específicos de cada asociación de riego subak.

## Historia
Fue fundado en 1633 por el rajá de Mengwi Gusti Agung Putu a orillas del lago Bratan, a una altitud de 1.239 m. s. n. m., en el cráter del volcán Gunung Catur. Está dedicado a la diosa del lago y la fertilidad, Dewi Danu, una de las diosas de las aguas que protege a todas las criaturas vivientes.
Se ubica sobre una pequeña isla y consta de dos estructuras, el santuario principal con una torre meru de 11 niveles, y otra, más pequeña, de tres niveles.

## Complejo del templo
En Bali, los templos hindúes se conocen como pura, y están diseñados como lugares de culto al aire libre en recintos amurallados. Las paredes del complejo de templos tienen una serie de puertas ampliamente decoradas sin puertas que cierren, para que entren los fieles. La planta sagrada del pura sigue un diseño cuadrado.
Un templo típico se dispone de acuerdo con los antiguos textos de lontar con tres patios separados por muros bajos atravesados por entradas ornamentadas. El patio exterior es para actividades seculares, con pabellones utilizados para reuniones o reposo de artistas y músicos en las fiestas. Los puestos de comida se instalan aquí durante las fiestas. El patio central es una zona de transición entre las secciones humana y divina; aquí se preparan las ofrendas y se almacenan los objetos necesarios para el culto. El patio interior es el lugar de los santuarios y ceremonias religiosas. 
Consta de cuatro recintos, dos de los cuales están separados del complejo del templo principal en pequeños islotes. Los santuarios son conocidos como merus, estructuras cuadradas usualmente con base de ladrillo y múltiples tejados de paja estilo pagoda. El número de tejados refleja la importancia de la deidad a la que se la dedica y siempre es un número impar. El meru de 11 niveles está dedicado a Wisnu como manifestación de la diosa del lago Dewi Danu. Un manantial burbujeante, junto con una piedra blanca y dos rojas, lingam, fueron descubiertos durante la restauración del meru de tres niveles, lo que indica una conexión shivaita. Pura Ulun Danu Beratan es uno de los nueve templos 'Kahyangan jagat' en Bali. 

## Estupa budista

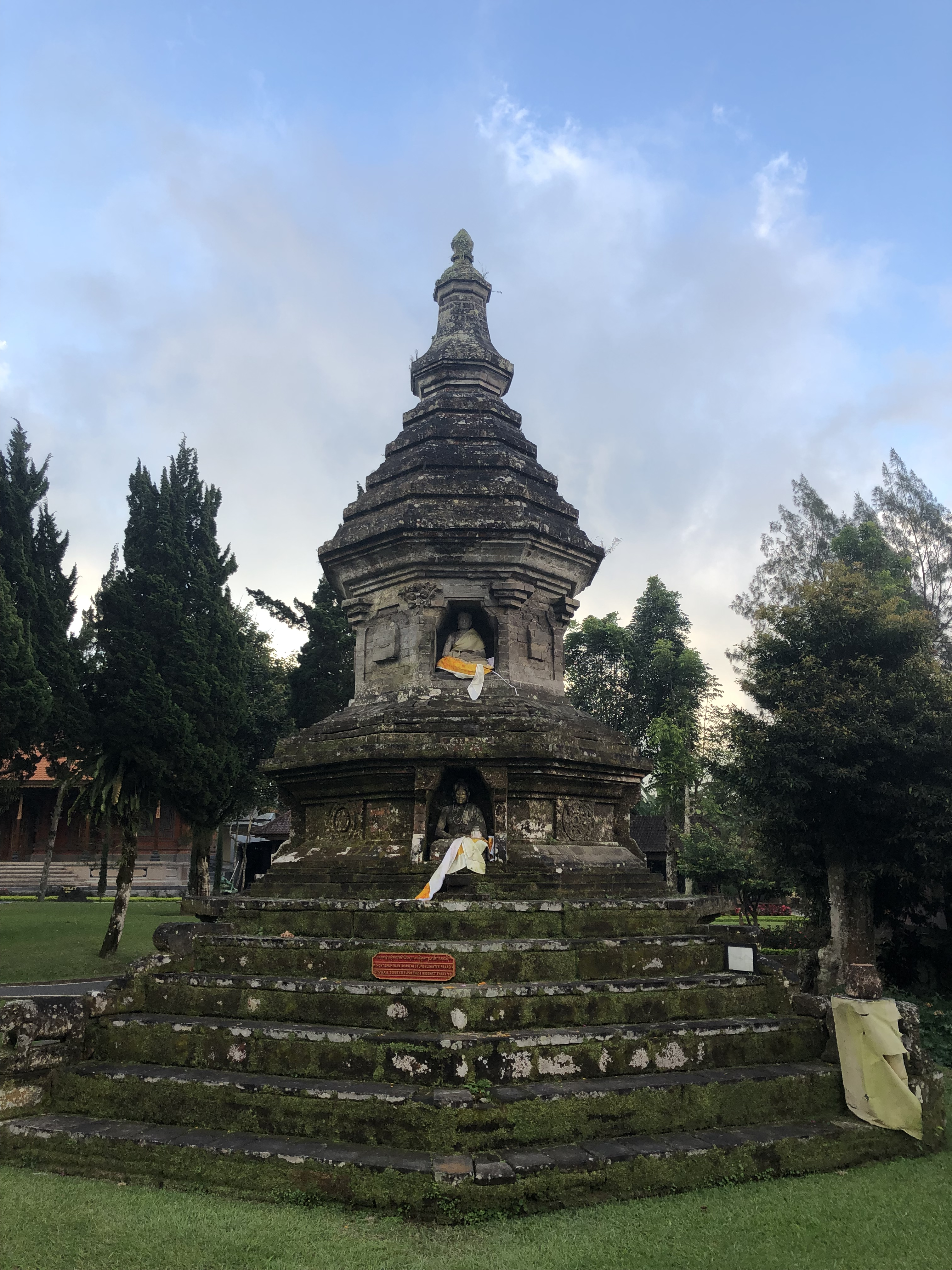
Estupa budista en Pura Ulun Danu Bratan.

También existe un pequeño santuario en forma de estupa para los fieles budistas, con estatuas de budas que ocupan nichos que marcan los cuatro puntos cardinales. Su existencia es bastante singular e interesante teniendo en cuenta su ubicación en las proximidades de los lugares de culto pertenecientes a los hinduistas.
Esta estupa significa armonía religiosa. Está orientado al sur y está ubicado fuera del área principal del complejo del templo Ulun Danu Beratan.